# Fortunate Son/Down on the Corner
Fortunate Son/Down on the Corner è un singolo del gruppo rock statunitense Creedence Clearwater Revival, pubblicato nel 1969 ed estratto dall'album Willy and the Poor Boys.

## Tracce
Lato A
1. Fortunate Son – 2:19 (John Fogerty)

Lato B
1. Down on the Corner – 2:42 (John Fogerty)

## I brani
Fortunate Son

Down on the Corner
Il brano è stato scritto da John Fogerty. Il brano è usato come sample nella canzone Time to Get Ill dei Beastie Boys, dall'album Licensed to Ill (1986).
Una cover eseguita dai Goo Goo Dolls è presente nel loro album Jed (1989).
Nel 2014 l'artista canadese Bryan Adams ha pubblicato l'album Tracks of My Years, in cui è presente una sua versione.